# Topoľnica
Topoľnica (do roku 1948 slovensky Jazerný Ňáražd; maďarsky Tósnyárasd) je obec na západním Slovensku se 792 obyvateli (k 31. prosinci 2020). Leží na železniční trati Bratislava–Štúrovo, v Podunajské nížině, v okrese Galanta, který je části Trnavského kraje.

## Historie
Místo je poprvé písemně zmíněno roku 1113 v zoborských listinách jako Narias. V roce 1672 byla obec zničena postupujícími Turky a zůstala 18 let pustá. V letech 1938 až 1945 byla obec součástí Maďarska.

## Pamětihodnosti
Římskokatolický kostel sv. Štěpána z 2. poloviny 18. století, postavený na místě starého kostela z roku 1307.